# Ilok
Ilok és una ciutat de Croàcia al comtat de Vukovar-Srijem. Es troba a una altitud de 110 msnm i a 329 km de la capital nacional, Zagreb.

## Demografia
Al cens de 2011 el total de població de la ciutat va ser de 6.767 habitants, distribuïts a les següents localitats:
- Bapska - 928
- Ilok - 5 072
- Mohovo - 239
- Šarengrad - 528

| Gràfica de la població de Ilok 1857-2011 |
|                                          |